# Трпеза (сазвежђе)
Трпеза (лат. Mensa) је једно од 88 савремених сазвежђа. Налази се на јужној хемисфери и нема сјајних звезда. Креирао га је у 18. веку француски астроном Никола Луј де Лакај, назвавши га Mons Mensae, по латинском називу за Стону планину у близини Кејптауна са које је начинио многа открића. Трпеза је најјужније сазвежђе после Октанта, и једно је од 15 циркумполарних сазвежђа јужне хемисфере.

## Звезде
Све звезде Трпезе су слабе, чак и најсјајнија међу њима — алфа Трпезе — се са магнитудом од 5,09 једва може видети голим оком. Алфа Трпезе је патуљак G класе са главног низа Х-Р дијаграма, врло сличан Сунцу од кога је удаљен приближно 33 светлосне године.
Друга по сјајности је гама Трпезе магнитуде 5,19, а трећа бета Трпезе, џин G класе магнитуде 5,3.

## Објекти дубоког неба
У Трпези нема значајних објеката дубоког неба, али сазвежђу припада један део Великог Магелановог облака, сателитске галаксије Млечном путу. Већи део Великог Магелановог облака се налази у суседном сазвежђу Златна риба.